# Metalectra tanamensis
Metalectra tanamensis är en fjärilsart som beskrevs av William Schaus 1916. Metalectra tanamensis ingår i släktet Metalectra och familjen nattflyn. Inga underarter finns listade i Catalogue of Life.